# 宝钞提举司
宝钞提举司是中国明朝发行纸币的专门机构，于洪武八年（1375年）成立，下设钞纸、印钞二局和宝钞、行用二库。宝钞提举司成立之初隶属于中书省，罢中书省后，隶属于户部，其所发行的大明宝钞是明朝发行的唯一纸币，并贯行于明朝始末。